# Apteronotus brasiliensis
Apteronotus brasiliensis är en fiskart som först beskrevs av Johannes Theodor Reinhardt 1852.  Apteronotus brasiliensis ingår i släktet Apteronotus och familjen Apteronotidae. Inga underarter finns listade i Catalogue of Life.